# Dmitri Kruglov
Dmitri Kruglov (russisch Дмитрий Александрович Круглов, * 24. Mai 1984 in Tapa) ist ein estnischer Fußballspieler russischer Abstammung. Kruglov kommt auf den Positionen des Abwehr- und Mittelfeldspielers zum Einsatz.

## Vereinskarriere
Kruglov begann seine Karriere bei Hiiumaa ÜJK Emmaste und Tallinna JK in Estland. 2003 wechselte er schließlich im Alter von 18 Jahren zum Spitzenklub FC Levadia Tallinn, wo er zweimal in Folge Meister und einmal Pokalsieger wurde. Er spielte beständig in der Abwehr und wurde zur Saison 2005 vom russischen Klub Lokomotive Moskau verpflichtet.
Dort absolvierte er gegen Terek Grosny sein erstes Spiel für den neuen Arbeitgeber. Er konnte sich aber in letzter Konsequenz nicht durchsetzen und wurde 2006 zu Ligakonkurrent FK Kuban Krasnodar ausgeliehen, bestritt aber kein einziges Match. In der nächsten Saison spielte er ebenfalls auf Leihbasis für Torpedo Moskau, wo er immerhin 14 Mal zum Einsatz kam und den Supercup gewann.
Im Juli 2008 wurde er dann vom aserbaidschanischen Topklub Neftçi Baku für drei Monate auf Leihbasis verpflichtet und konnte sich als Stammspieler etablieren, sodass er fest verpflichtet wurde. 2010 wechselte er zum Lokalrivalen İnter Baku, wo er ebenfalls in der ersten Elf eingesetzt wird.
Kruglov ist vor allem für seine gefährlichen Freistöße und Elfmeter bekannt, durch die er die meisten seiner Tore erzielte.

## Nationalmannschaftskarriere
Für die Nationalmannschaft Estlands bestritt er seit 2004 immerhin bisher 48 Spiele, nachdem er zuvor schon in der estnischen U-19 und U-21 agiert hatte. Sein Debüt für das A-Team gab er am 12. Oktober 2004 in der WM-Qualifikation gegen Lettland. Sein bislang einziges internationales Tor gelang ihm ein Jahr später per Elfmeter in einem Freundschaftsspiel gegen Finnland.

## Erfolge
FC Levadia Tallinn
- Estnischer Meister 2004
- Estnischer Pokalsieger 2004, 2005

Lokomotive Moskau
- Russischer Fußball-Supercup 2005

Neftçi Baku
- Aserbaidschanischer Sportler des Monats, März 2008